# Convocazioni per l'UEFA Futsal Championship 2010
Elenco dei giocatori convocati da ciascuna Nazionale partecipante all'UEFA Futsal Championship 2010. L'età dei giocatori è relativa al 19 gennaio, data di inizio della manifestazione, mentre il numero di presenze e reti si riferiscono alla manifestazione stessa.

## Gruppo A

### Azerbaigian
Allenatore:  Alesio
| N. | Pos. | Giocatore           | Data nascita (età)          | Pres. | Reti | Squadra       |
| -- | ---- | ------------------- | --------------------------- | ----- | ---- | ------------- |
| 1  | P    | Andrej Tverjankin   | 6 marzo 1967 (42 anni)      | 5     | 0    | Araz Naxçıvan |
| 3  | PV   | Sergey Çuykov       | 4 settembre 1980 (29 anni)  | 5     | 0    | Neftçi Baku   |
| 4  | PV   | Serjão              | 18 settembre 1979 (30 anni) | 5     | 3    | Araz Naxçıvan |
| 5  | L    | Felipe              | 5 ottobre 1978 (31 anni)    | 5     | 1    | Araz Naxçıvan |
| 6  | D    | Edigleuson Alves    | 26 giugno 1984 (25 anni)    | 3     | 1    | Araz Naxçıvan |
| 7  | L    | Rəcəb Fərəczadə     | 19 dicembre 1980 (29 anni)  | 3     | 1    | Araz Naxçıvan |
| 8  | D    | Rizvan Fərzəliyev   | 1º settembre 1979 (30 anni) | 5     | 1    | Araz Naxçıvan |
| 9  | PV   | Thiago Paz          | 26 agosto 1981 (28 anni)    | 5     | 3    | Araz Naxçıvan |
| 10 | PV   | Biro Jade           | 24 gennaio 1973 (36 anni)   | 4     | 5    | Araz Naxçıvan |
| 11 | PV   | Namiq Məmmədkərimov | 21 luglio 1980 (29 anni)    | 1     | 0    | Araz Naxçıvan |
| 12 | P    | Marat Salyanski     | 29 maggio 1974 (35 anni)    | 0     | 0    | Araz Naxçıvan |
| 14 | L    | Vitali Borisov      | 5 luglio 1982 (27 anni)     | 5     | 3    | Araz Naxçıvan |

### Repubblica Ceca
Allenatore:  Tomáš Neumann
| N. | Pos. | Giocatore       | Data nascita (età)         | Pres. | Reti | Squadra              |
| -- | ---- | --------------- | -------------------------- | ----- | ---- | -------------------- |
| 1  | P    | Tomáš Meller    | 11 novembre 1975 (34 anni) | 2     | 0    | Era-Pack Chrudim     |
| 2  | PV   | Vít Blažej      | 15 dicembre 1978 (31 anni) | 3     | 0    | Tango Brno           |
| 3  | PV   | Radek Polášek   | 2 agosto 1984 (25 anni)    | 3     | 0    | Rekord Bielsko-Biała |
| 4  | D    | Radovan Kroulík | 30 luglio 1977 (32 anni)   | 2     | 0    | Era-Pack Chrudim     |
| 5  | L    | Josef Havel     | 12 febbraio 1982 (27 anni) | 3     | 0    | Tango Brno           |
| 6  | D    | Jiří Novotný    | 12 luglio 1988 (21 anni)   | 3     | 1    | Nova Katowice        |
| 7  | U    | Martin Dlouhý   | 3 marzo 1975 (34 anni)     | 4     | 3    | Balticflora Teplice  |
| 8  | L    | Marek Kopecký   | 19 febbraio 1977 (32 anni) | 4     | 3    | Era-Pack Chrudim     |
| 9  | D    | David Frič      | 17 febbraio 1983 (26 anni) | 5     | 1    | Slov-Matic FOFO      |
| 10 | U    | Lukáš Rešetár   | 28 aprile 1984 (25 anni)   | 5     | 2    | Era-Pack Chrudim     |
| 11 | D    | Michal Belej    | 16 novembre 1982 (27 anni) | 5     | 2    | Tango Brno           |
| 12 | P    | Libor Gerčák    | 22 luglio 1975 (34 anni)   | 3     | 0    | Nejzbach             |
| 13 | PV   | Zdeněk Sláma    | 28 dicembre 1982 (27 anni) | 5     | 2    | Slov-Matic FOFO      |
| 14 | L    | Jan Janovský    | 20 giugno 1985 (24 anni)   | 5     | 0    | Nova Katowice        |

### Ungheria
Allenatore:  Mihály Kozma
| N. | Pos. | Giocatore        | Data nascita (età)          | Pres. | Reti | Squadra         |
| -- | ---- | ---------------- | --------------------------- | ----- | ---- | --------------- |
| 1  | P    | Zoltán Balázs    | 29 giugno 1979 (30 anni)    | 2     | 0    | Győri ETO       |
| 2  | L    | Szabolcs Tóth    | 30 aprile 1975 (34 anni)    | 1     | 0    | Győri ETO       |
| 5  | D    | Gábor Nagy       | 21 dicembre 1974 (35 anni)  | 2     | 0    | Aramis          |
| 6  | D    | János Trencsényi | 2 luglio 1980 (29 anni)     | 2     | 0    | MVFC            |
| 7  | PV   | Tamás Lódi       | 2 settembre 1982 (27 anni)  | 2     | 3    | Győri ETO       |
| 8  | D    | Norbert Lovas    | 28 aprile 1985 (24 anni)    | 2     | 0    | MVFC            |
| 9  | D    | Péter Pál Sivák  | 14 agosto 1985 (24 anni)    | 2     | 0    | Aramis          |
| 11 | L    | János Madarász   | 14 maggio 1974 (35 anni)    | 2     | 0    | Győri ETO       |
| 12 | P    | Zoltán Reveland  | 31 maggio 1980 (29 anni)    | 1     | 0    | Cső-Montage BFC |
| 13 | L    | Zsolt Gyurcsányi | 28 aprile 1980 (29 anni)    | 2     | 1    | Győri ETO       |
| 14 | PV   | Zoltán Dróth     | 14 settembre 1988 (21 anni) | 2     | 2    | Győri ETO       |
| 15 | L    | Csaba Peczár     | 30 gennaio 1985 (24 anni)   | 0     | 0    | Győri ETO       |
| 18 | L    | Tamás Nagy       | 10 marzo 1986 (23 anni)     | 1     | 0    | MVFC            |
| 19 | D    | András Angyalos  | 21 febbraio 1982 (27 anni)  | 2     | 0    | MVFC            |

## Gruppo B

### Belgio
Allenatore:  Benjamin Meurs
| N. | Pos. | Giocatore           | Data nascita (età)         | Pres. | Reti | Squadra       |
| -- | ---- | ------------------- | -------------------------- | ----- | ---- | ------------- |
| 1  | P    | David Morant        | 24 dicembre 1977 (32 anni) | 2     | 0    | FT Anversa    |
| 2  | D    | Mustapha Aabbassi   | 20 marzo 1978 (31 anni)    | 2     | 0    | Châtelineau   |
| 4  | L    | Yassine Achahbar    | 26 ottobre 1988 (21 anni)  | 2     | 0    | FT Anversa    |
| 6  | L    | André Vanderlei     | 27 giugno 1978 (31 anni)   | 2     | 0    | Châtelineau   |
| 7  | PV   | Karim Chaïbaï       | 5 ottobre 1982 (27 anni)   | 2     | 0    | Châtelineau   |
| 8  | L    | Karim Bachar        | 11 agosto 1975 (34 anni)   | 2     | 2    | FT Anversa    |
| 9  | L    | Lúcio Rosa          | 4 luglio 1975 (34 anni)    | 2     | 0    | Action 21     |
| 10 | L    | Marco Ferrian       | 10 maggio 1985 (24 anni)   | 1     | 0    | MB Morlanwelz |
| 12 | P    | Jonathan Paggetta   | 10 marzo 1977 (32 anni)    | 0     | 0    | Châtelineau   |
| 13 | D    | Jonathan Neukermans | 12 aprile 1983 (26 anni)   | 1     | 0    | MB Morlanwelz |
| 14 | D    | Zico                | 13 aprile 1976 (33 anni)   | 2     | 0    | Châtelineau   |
| 15 | D    | Jonathan Fossé      | 28 dicembre 1985 (24 anni) | 1     | 0    | Action 21     |
| 18 | L    | Saad Salhi          | 14 maggio 1987 (22 anni)   | 1     | 0    | MB Morlanwelz |
| 19 | L    | Ahmed Sababti       | 10 dicembre 1985 (24 anni) | 2     | 0    | FT Anversa    |

### Italia
Allenatore:  Roberto Menichelli
| N. | Pos. | Giocatore           | Data nascita (età)          | Pres. | Reti | Squadra             |
| -- | ---- | ------------------- | --------------------------- | ----- | ---- | ------------------- |
| 1  | P    | Alexandre Feller    | 28 settembre 1971 (38 anni) | 3     | 0    | Marca               |
| 2  | D    | Marco Ercolessi     | 26 agosto 1986 (23 anni)    | 1     | 0    | Venezia             |
| 3  | D    | Márcio Forte        | 23 aprile 1977 (32 anni)    | 3     | 0    | Montesilvano        |
| 4  | U    | Sergio Romano       | 28 settembre 1987 (22 anni) | 3     | 0    | Venezia             |
| 5  | D    | Vincenzo Botta      | 3 settembre 1984 (25 anni)  | 2     | 0    | Scafati-Santa Maria |
| 7  | PV   | Vinícius Bacaro     | 20 agosto 1978 (31 anni)    | 3     | 0    | Inter               |
| 8  | U    | Vinícius Duarte     | 13 dicembre 1982 (27 anni)  | 2     | 1    | Marca               |
| 9  | PV   | Clayton Baptistella | 7 dicembre 1983 (26 anni)   | 3     | 4    | Luparense           |
| 10 | L    | Luca Ippoliti       | 31 ottobre 1979 (30 anni)   | 3     | 1    | TSC Lazio           |
| 11 | L    | Saad Assis          | 26 ottobre 1979 (30 anni)   | 3     | 5    | Barcellona          |
| 12 | P    | Stefano Mammarella  | 2 febbraio 1984 (25 anni)   | 2     | 0    | Montesilvano        |
| 13 | PV   | Cristian Rizzo      | 2 febbraio 1991 (18 anni)   | 1     | 0    | Acireale            |
| 14 | D    | Patrick Nora        | 16 maggio 1979 (30 anni)    | 3     | 0    | Marca               |
| 16 | U    | Gabriel Lima        | 19 agosto 1987 (22 anni)    | 1     | 0    | Asti                |

### Ucraina
Allenatore:  Hennadij Lysenčuk
| N. | Pos. | Giocatore            | Data nascita (età)          | Pres. | Reti | Squadra          |
| -- | ---- | -------------------- | --------------------------- | ----- | ---- | ---------------- |
| 1  | P    | Vladyslav Lysenko    | 13 agosto 1979 (30 anni)    | 3     | 0    | Tajm Leopoli     |
| 2  | D    | Mychajlo Romanov     | 21 luglio 1983 (26 anni)    | 2     | 1    | Enerhija Leopoli |
| 3  | L    | Maksym Pavlenko      | 15 settembre 1975 (34 anni) | 3     | 2    | Tajm Leopoli     |
| 4  | PV   | Dmytro Ivanov        | 15 dicembre 1985 (24 anni)  | 3     | 0    | Enerhija Leopoli |
| 5  | PV   | Jevhen Rohačov       | 30 agosto 1983 (26 anni)    | 3     | 0    | Enerhija Leopoli |
| 6  | D    | Jevhenij Valenko     | 1º novembre 1984 (25 anni)  | 1     | 0    | Uragan           |
| 7  | D    | Serhij Čepornjuk     | 18 aprile 1982 (27 anni)    | 3     | 2    | Tajm Leopoli     |
| 8  | PV   | Denys Ovsjannikov    | 10 dicembre 1984 (25 anni)  | 3     | 1    | Tajm Leopoli     |
| 9  | D    | Valerij Zamjatin     | 5 gennaio 1979 (31 anni)    | 3     | 1    | Enakievets       |
| 10 | L    | Valerij Lehčanov     | 13 febbraio 1980 (29 anni)  | 3     | 1    | Tajm Leopoli     |
| 11 | L    | Oleksandr Kondratjuk | 9 aprile 1983 (26 anni)     | 3     | 1    | Tajm Leopoli     |
| 12 | P    | Vladyslav Kornjejev  | 23 agosto 1971 (38 anni)    | 1     | 0    | Uragan           |
| 13 | L    | Dmytro Sil'čenko     | 7 ottobre 1982 (27 anni)    | 3     | 0    | TVD Leopoli      |
| 14 | P    | Volodymyr Kardaš     | 18 luglio 1986 (23 anni)    | 0     | 0    | Enerhija Leopoli |

## Gruppo C

### Russia
Allenatore:  Sergej Skorovič
| N. | Pos. | Giocatore              | Data nascita (età)         | Pres. | Reti | Squadra        |
| -- | ---- | ---------------------- | -------------------------- | ----- | ---- | -------------- |
| 1  | P    | Gennadij Garagulja     | 27 gennaio 1981 (28 anni)  | 0     | 0    | Dinamo-2 Mosca |
| 2  | PV   | Vladislav Šajachmetov  | 25 agosto 1981 (28 anni)   | 3     | 1    | Dinamo Jamal   |
| 3  | L    | Aleksandr Fukin        | 26 marzo 1985 (24 anni)    | 3     | 0    | Dinamo Jamal   |
| 5  | L    | Konstantin Agapov      | 18 ottobre 1986 (23 anni)  | 2     | 0    | VIZ-Sinara     |
| 7  | PV   | Pula                   | 2 dicembre 1980 (29 anni)  | 3     | 1    | Dinamo Jamal   |
| 8  | L    | Konstantin Timoščenkov | 2 marzo 1983 (26 anni)     | 2     | 0    | VIZ-Sinara     |
| 9  | PV   | Denis Abyšev           | 9 ottobre 1978 (31 anni)   | 1     | 0    | Tjumen'        |
| 10 | D    | Konstantin Maevskij    | 5 ottobre 1979 (30 anni)   | 3     | 1    | Dinamo Jamal   |
| 11 | PV   | Cirilo                 | 20 gennaio 1980 (29 anni)  | 3     | 0    | Dinamo Jamal   |
| 12 | P    | Sergej Zuev            | 20 febbraio 1980 (29 anni) | 3     | 0    | VIZ-Sinara     |
| 13 | D    | Sergej Sergeev         | 28 giugno 1983 (26 anni)   | 3     | 0    | CSKA Mosca     |
| 14 | U    | Damir Chamadiev        | 30 luglio 1981 (28 anni)   | 3     | 1    | VIZ-Sinara     |
| 15 | PV   | Pavel Čistopolov       | 15 marzo 1984 (25 anni)    | 3     | 3    | VIZ-Sinara     |

### Serbia
Allenatore:  Aca Kovačević
| N. | Pos. | Giocatore              | Data nascita (età)         | Pres. | Reti | Squadra          |
| -- | ---- | ---------------------- | -------------------------- | ----- | ---- | ---------------- |
| 1  | P    | Ivan Stojanović        | 26 maggio 1977 (32 anni)   | 0     | 0    | Kopernikus       |
| 2  | U    | Marko Perić            | 5 febbraio 1984 (25 anni)  | 3     | 1    | Dina Mosca       |
| 3  | PV   | Mladen Kocić           | 22 ottobre 1988 (21 anni)  | 3     | 1    | Ekonomac         |
| 4  | L    | Slobodan Janjić        | 17 febbraio 1987 (22 anni) | 3     | 1    | SAS Zrenjanin    |
| 5  | L    | Bojan Pavićević        | 20 ottobre 1975 (34 anni)  | 3     | 1    | Marbo Intermezzo |
| 6  | L    | Vladimir Milosavac     | 1º dicembre 1985 (24 anni) | 0     | 0    | Marbo Intermezzo |
| 7  | D    | Milan Bogdanović       | 29 giugno 1975 (34 anni)   | 2     | 0    | Marbo Intermezzo |
| 8  | PV   | Milan Rakić            | 12 febbraio 1980 (29 anni) | 3     | 1    | Ekonomac         |
| 9  | D    | Vladimir Lazić         | 19 giugno 1984 (25 anni)   | 3     | 1    | Kolubara         |
| 10 | U    | Aleksandar Tomin       | 17 giugno 1979 (30 anni)   | 1     | 0    | Kolubara         |
| 11 | L    | Željko Borojević       | 18 novembre 1972 (37 anni) | 3     | 0    | Kolubara         |
| 12 | P    | Vladimir Ranisavljević | 10 febbraio 1975 (34 anni) | 3     | 0    | Kolubara         |
| 13 | L    | Vidan Bojović          | 27 giugno 1979 (28 anni)   | 3     | 1    | Ekonomac         |
| 14 | PV   | Slobodan Rajčević      | 28 febbraio 1985 (24 anni) | 3     | 0    | Ekonomac         |

### Slovenia
Allenatore:  Andrej Dobovičnik
| N. | Pos. | Giocatore         | Data nascita (età)         | Pres. | Reti | Squadra |
| -- | ---- | ----------------- | -------------------------- | ----- | ---- | ------- |
| 1  | P    | Aljoša Mohorič    | 26 novembre 1980 (29 anni) | 0     | 0    | Puntar  |
| 2  |      | Miha Osojnik      | 29 marzo 1980 (29 anni)    | 2     | 0    | Litija  |
| 3  |      | Igor Kragelj      | 23 dicembre 1980 (29 anni) | 2     | 0    | Puntar  |
| 4  |      | Gorazd Drobnič    | 18 giugno 1977 (32 anni)   | 2     | 0    | Litija  |
| 5  | PV   | Kristjan Čujec    | 30 novembre 1988 (21 anni) | 2     | 1    | Puntar  |
| 6  |      | Slaviša Goranovič | 17 luglio 1978 (31 anni)   | 2     | 0    | Gorica  |
| 7  | D    | Igor Osredkar     | 28 giugno 1986 (23 anni)   | 1     | 0    | Litija  |
| 8  | D    | Benjamin Melink   | 15 novembre 1982 (27 anni) | 2     | 0    | Puntar  |
| 9  | PV   | Rajko Uršič       | 20 marzo 1981 (28 anni)    | 2     | 0    | Kobarid |
| 10 | L    | Danijel Pantič    | 2 dicembre 1987 (22 anni)  | 0     | 0    | Litija  |
| 11 |      | Siniša Brkič      | 27 novembre 1983 (26 anni) | 1     | 0    | Puntar  |
| 12 | P    | Alan Pertovt      | 15 agosto 1973 (36 anni)   | 2     | 0    | Gorica  |
| 13 |      | Jaka Sovdat       | 2 giugno 1983 (26 anni)    | 2     | 0    | Kobarid |
| 14 |      | Damir Pertič      | 10 luglio 1981 (28 anni)   | 2     | 0    | Litija  |

## Gruppo D

### Bielorussia
Allenatore:  Valerij Dosko
| N. | Pos. | Giocatore            | Data nascita (età)          | Pres. | Reti | Squadra     |
| -- | ---- | -------------------- | --------------------------- | ----- | ---- | ----------- |
| 1  | P    | Artur Navoichyk      | 21 agosto 1984 (25 anni)    | 2     | 0    | Viten       |
| 2  |      | Aljaksandr Černik    | 30 ottobre 1977 (32 anni)   | 2     | 1    | Dina Mosca  |
| 3  |      | Anton Husakov        | 24 luglio 1989 (20 anni)    | 0     | 0    | BGU Minsk   |
| 4  |      | Aliaksandr Haiduk    | 17 maggio 1986 (23 anni)    | 2     | 1    | BGU Minsk   |
| 5  |      | Aliaksei Yuraha      | 28 marzo 1983 (26 anni)     | 1     | 0    | BGU Minsk   |
| 6  |      | Dzmitry Yeliseyeu    | 15 aprile 1978 (31 anni)    | 2     | 0    | Mapid Minsk |
| 7  |      | Andrei Miranovich    | 12 agosto 1980 (29 anni)    | 1     | 0    | Dorožnyk    |
| 8  |      | Aliaksandr Savintsau | 8 marzo 1974 (35 anni)      | 2     | 0    | BGU Minsk   |
| 9  |      | Uladzimir Levus      | 10 settembre 1972 (37 anni) | 2     | 1    | Mapid Minsk |
| 10 |      | Aleksandr Komarov    | 5 giugno 1981 (28 anni)     | 2     | 0    | Dorožnyk    |
| 11 |      | Sergei Kuznetsov     | 30 dicembre 1973 (36 anni)  | 2     | 0    | Viten       |
| 12 | P    | Andrei Halauniou     | 4 settembre 1983 (26 anni)  | 0     | 0    | Dorožnyk    |
| 13 |      | Aleh Harbenka        | 15 ottobre 1987 (22 anni)   | 2     | 0    | Viten       |
| 14 | L    | Aljaksej Papoŭ       | 9 luglio 1982 (27 anni)     | 2     | 3    | Mapid Minsk |

### Portogallo
Allenatore:  Orlando Duarte
| N. | Pos. | Giocatore         | Data nascita (età)         | Pres. | Reti | Squadra          |
| -- | ---- | ----------------- | -------------------------- | ----- | ---- | ---------------- |
| 1  | P    | João Benedito     | 7 ottobre 1978 (31 anni)   | 2     | 0    | Sporting Lisbona |
| 2  | L    | Evandro           | 10 novembre 1981 (28 anni) | 5     | 0    | Sporting Lisbona |
| 3  | PV   | Fernando Leitão   | 3 gennaio 1981 (29 anni)   | 5     | 1    | Santiago         |
| 4  | U    | Pedro Costa       | 18 dicembre 1978 (31 anni) | 5     | 1    | Benfica          |
| 5  | PV   | Joel Queirós      | 21 maggio 1982 (27 anni)   | 5     | 5    | Benfica          |
| 6  | L    | Arnaldo Pereira   | 16 giugno 1979 (30 anni)   | 5     | 3    | Benfica          |
| 7  | PV   | Fernando Cardinal | 26 giugno 1985 (24 anni)   | 5     | 4    | Sporting Lisbona |
| 8  | L    | Israel Alves      | 31 gennaio 1977 (32 anni)  | 5     | 0    | Zamora           |
| 9  | D    | Gonçalo Alves     | 1º luglio 1977 (32 anni)   | 5     | 1    | Benfica          |
| 10 | L    | Paulinho          | 12 marzo 1983 (26 anni)    | 0     | 0    | Belenenses       |
| 11 | D    | João Matos        | 21 febbraio 1987 (22 anni) | 4     | 1    | Sporting Lisbona |
| 12 | P    | Bebé              | 19 maggio 1983 (26 anni)   | 4     | 0    | Benfica          |
| 13 | D    | Pedro Cary        | 10 maggio 1984 (25 anni)   | 5     | 0    | Belenenses       |
| 14 | P    | André Sousa       | 25 febbraio 1986 (23 anni) | 1     | 0    | IDJV             |

### Spagna
Allenatore:  Venancio López
| N. | Pos. | Giocatore          | Data nascita (età)          | Pres. | Reti | Squadra       |
| -- | ---- | ------------------ | --------------------------- | ----- | ---- | ------------- |
| 1  | P    | Luis Amado         | 4 maggio 1976 (33 anni)     | 5     | 1    | Inter         |
| 2  | D    | Carlos Ortiz       | 3 ottobre 1983 (26 anni)    | 5     | 4    | Inter         |
| 3  | D    | Javier Eseverri    | 28 agosto 1977 (32 anni)    | 2     | 0    | Xota          |
| 4  | D    | Jordi Torrás       | 24 settembre 1980 (29 anni) | 5     | 3    | Inter         |
| 5  | PV   | Fernandão          | 16 agosto 1980 (29 anni)    | 4     | 2    | Barcellona    |
| 6  | L    | Álvaro Aparicio    | 29 settembre 1977 (32 anni) | 5     | 0    | ElPozo Murcia |
| 7  | L    | Javier Rodríguez   | 26 marzo 1974 (35 anni)     | 5     | 5    | Barcellona    |
| 8  | D    | Kike Boned         | 4 maggio 1978 (31 anni)     | 5     | 2    | ElPozo Murcia |
| 9  | U    | Juanra Calvo       | 1º settembre 1982 (27 anni) | 5     | 3    | Inter         |
| 10 | L    | Borja Blanco       | 16 novembre 1984 (25 anni)  | 4     | 1    | Inter         |
| 11 | PV   | Lin                | 16 maggio 1986 (23 anni)    | 5     | 3    | Segovia       |
| 12 | P    | Juanjo Angosto     | 19 agosto 1985 (24 anni)    | 2     | 0    | ElPozo Murcia |
| 13 | P    | Cristian Domínguez | 27 agosto 1982 (27 anni)    | 0     | 0    | Barcellona    |
| 14 | D    | Daniel             | 6 luglio 1976 (33 anni)     | 5     | 3    | Inter         |